# Markgrafentheater
Das Markgrafentheater in der mittelfränkischen Stadt Erlangen ist das älteste noch bespielte Barocktheater Süddeutschlands. Das denkmalgeschützte Gebäude ist heute die Hauptspielstätte des Schauspiel Erlangen (vormals das theater erlangen).

## Lage
Das in seiner Fassade unauffällige Theater befindet sich zusammen mit dem Redoutensaal und dem sogenannten Langen Haus, dem einstigen Marstall, in einem Gebäudekomplex nördlich des Erlanger Schlossgartens. Das Gebäude ist mit einem Durchgang erschlossen, der die südlich angrenzende Wasserturmstraße mit dem nördlich gelegenen Theaterplatz verbindet.

## Beschreibung
Gegenüber der 11 Meter breiten und 12 Meter tiefen Bühne sowie dem absenkbaren Orchestergraben für 40 Musiker verlaufen die drei durch Kolonnaden gestützten Ränge des hufeisenförmigen Zuschauerraums. Die Fürstenloge erstreckt sich über drei Achsen und zwei Zonen der Ränge. Sie wird von einem gestuften Baldachin bekrönt, der von vergoldeten Hermen (Komödie und Tragödie) gestützt wird und dessen Chinoiserie reinstes Rokoko zeigt. Vom Rand des Baldachins hängen aus Holz geschnitzte Bordüren herab, die mit vergoldeten Quasten behängt sind. Die unten vorschwingenden Proszeniumslogen sind zwischen ionischen Kolossalpilastern mit Gebälk eingespannt.
Auf die für die Entstehungszeit (Einweihung 1719 beziehungsweise 1744) typischen Verzierungen mit Rocailles wurde verzichtet, um stattdessen auf das in der Régencezeit der späten 1720er Jahre beliebte Gitterwerk mit Voluten und Blattwerk zurückzugreifen. Da lediglich die Brüstungen im ersten Rang hölzerne Baluster besitzen und ansonsten wenig plastische Details Verwendung fanden, beruht die Wirkung des Raums vor allem auf der dekorativen Bemalung.
Im Markgrafentheater unterblieb weitestgehend jene Ausstattung, die von fürstlichem Absolutismus zeugt. Während vergleichbare Bauten wie das Markgräfliche Opernhaus in Bayreuth oder das Cuvilliés-Theater in München vorwiegend der Repräsentation der Hofgesellschaft dienten, war das Erlanger Theater primär ein Haus für alle und der Fürst darin nur der „primus inter pares“.

## Geschichte

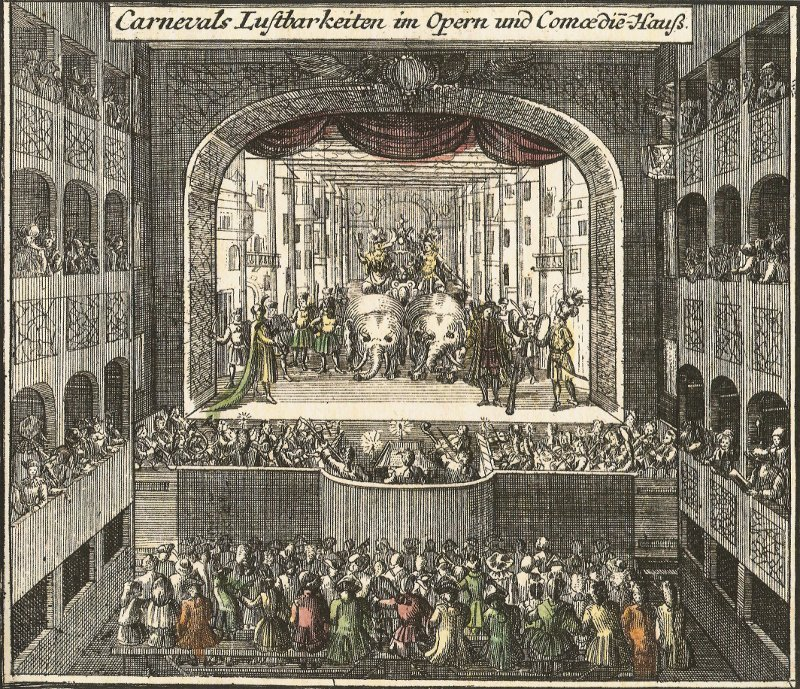
„Carnevals Lustbarkeiten im Opern und Comœdien-Hauß“, 1721

Das Theater wurde 1715 bis 1719 im Auftrag des Markgrafen Georg Wilhelm von Brandenburg-Bayreuth als „Opern- und Komödienhaus“ erbaut. Gemeinsam mit dem 1718/19 errichteten Redoutensaal und dem 1721/22 angebauten Langen Haus war das Markgrafentheater das letzte höfische Gebäude Erlangens. Am 10. Januar 1719 erfolgte die Einweihung mit der Oper Argenis und Poliarchus. Zwei 1721 entstandene Bilder von Johann Baptist Homann geben einen Eindruck von der ursprünglichen Gestaltung des Theaters: Vor der Bühne, die mit einem korbbogenförmigen Portal vom Zuschauerraum getrennt war, befand sich ein breiter Orchestergraben. Das tiefer gelegte Parkett war mit einfachen Holzbänken ausgestattet. Die über mehrere Außentreppen erreichbaren Logen waren vermutlich vornehmeren Personen vorbehalten.

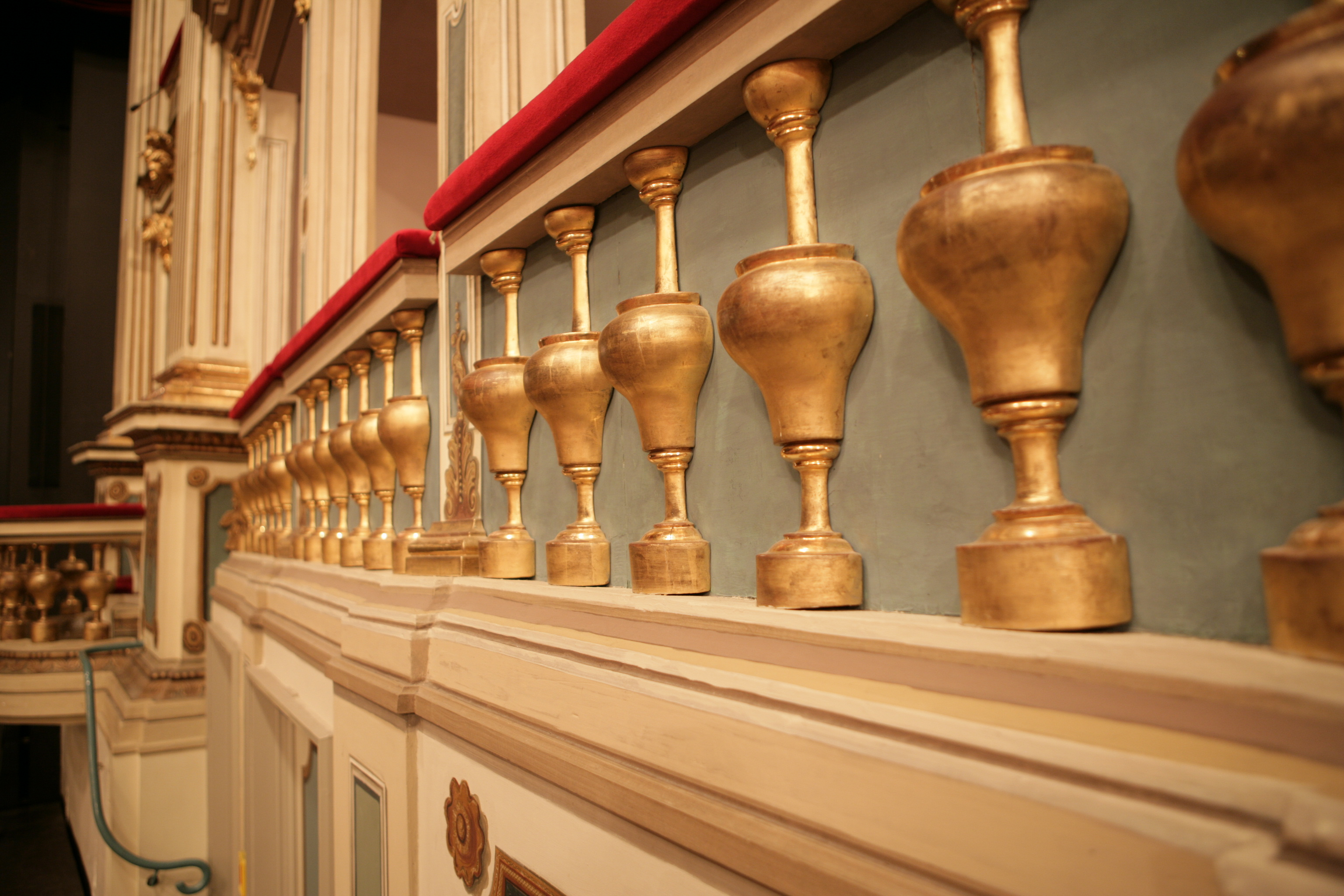
Verzierungen der Zuschauerlogen, 2007

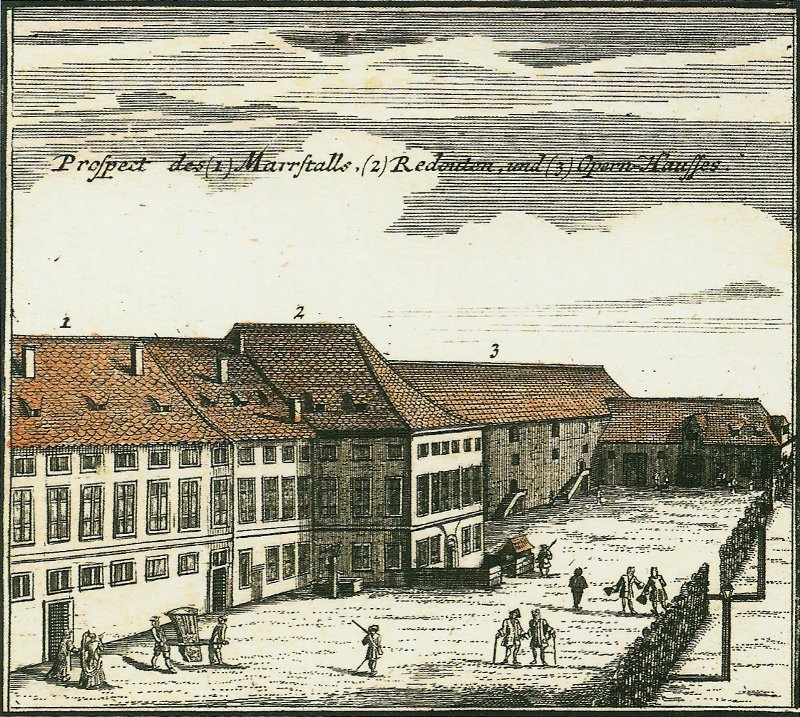
„Prospect des Marstalls, Redouten, und Opern-Hausses“, 1721

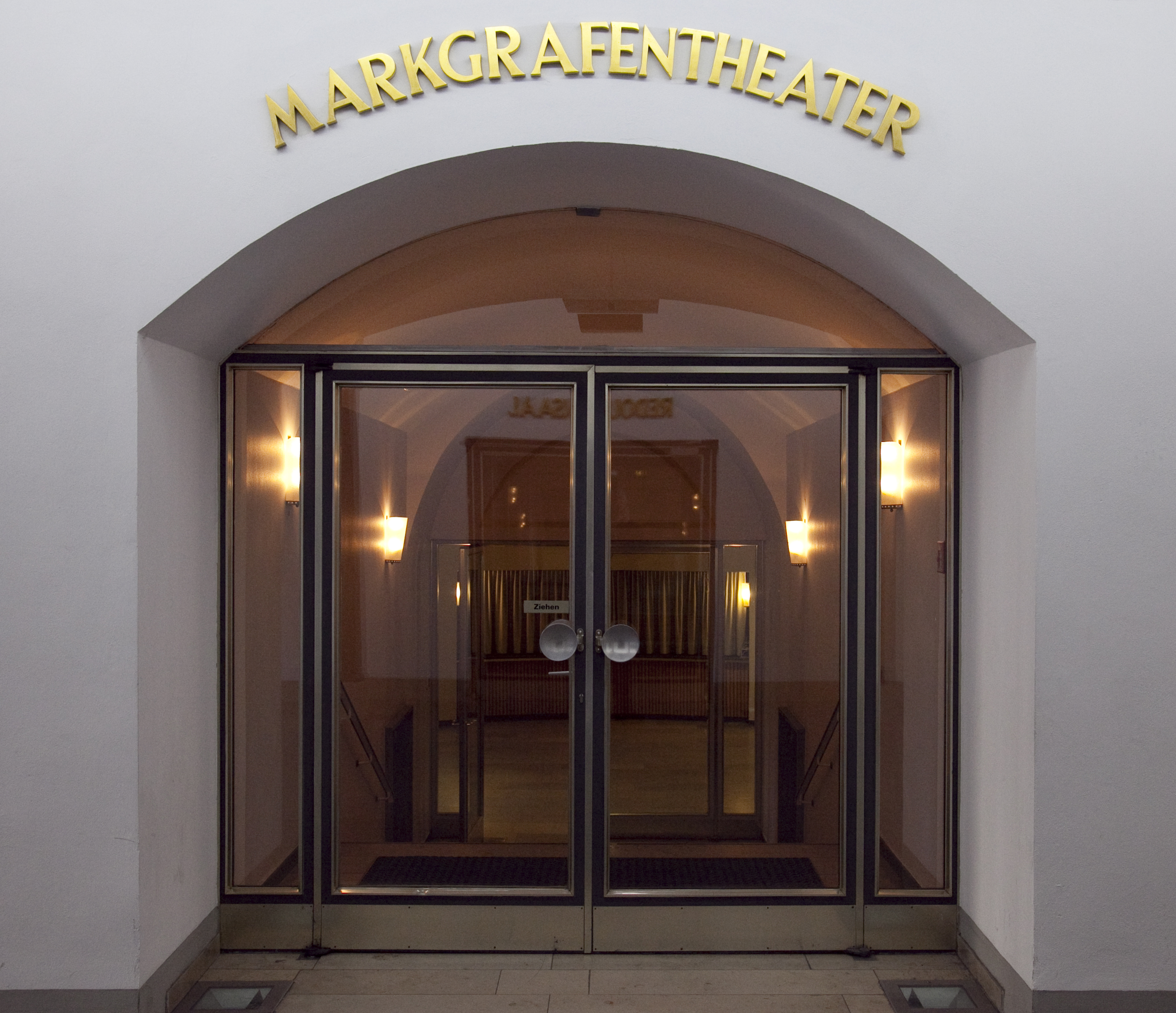
Eingang des Markgrafentheaters, 2009

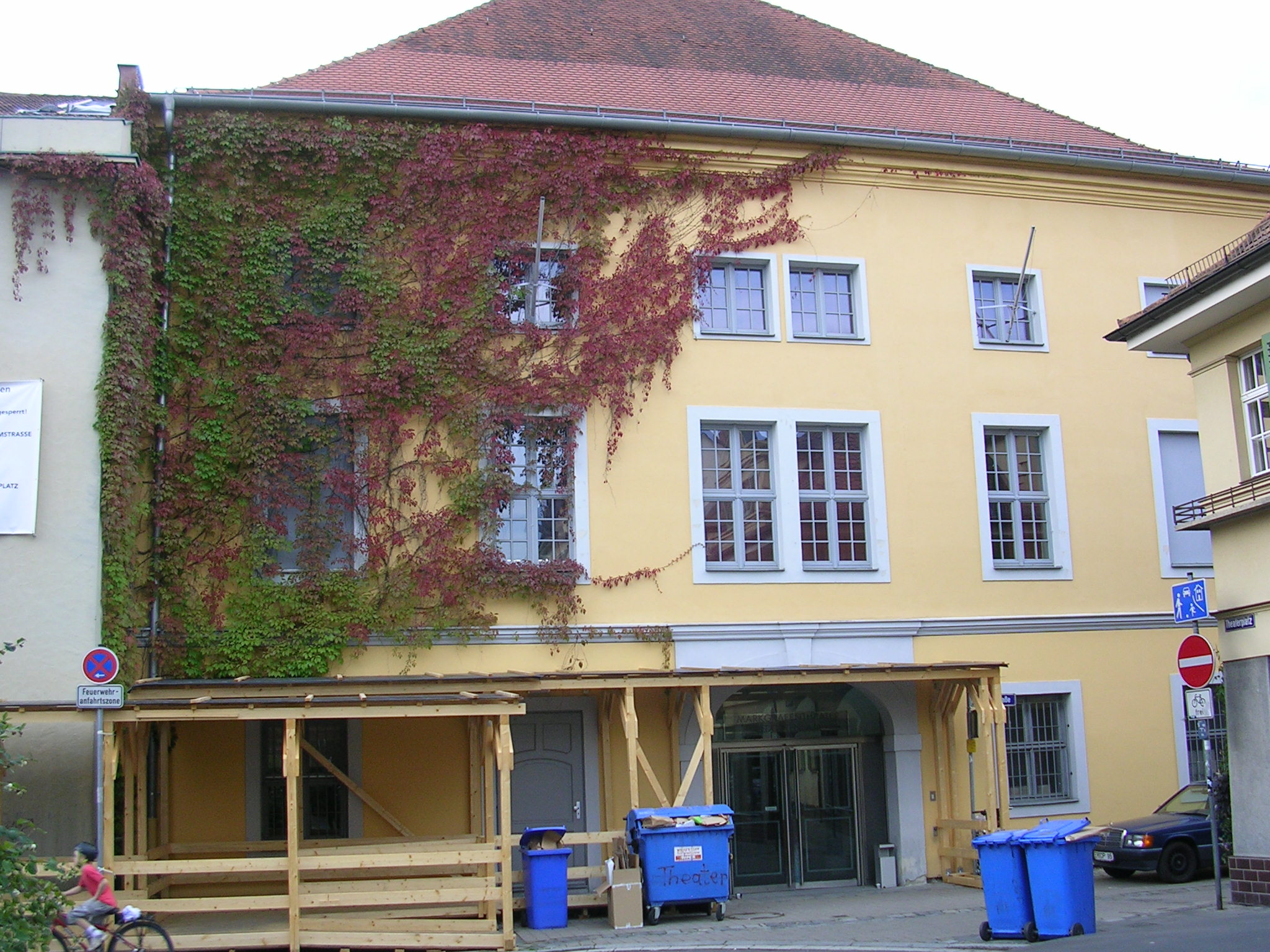
Baumaßnahmen am Theatergebäude, 2011

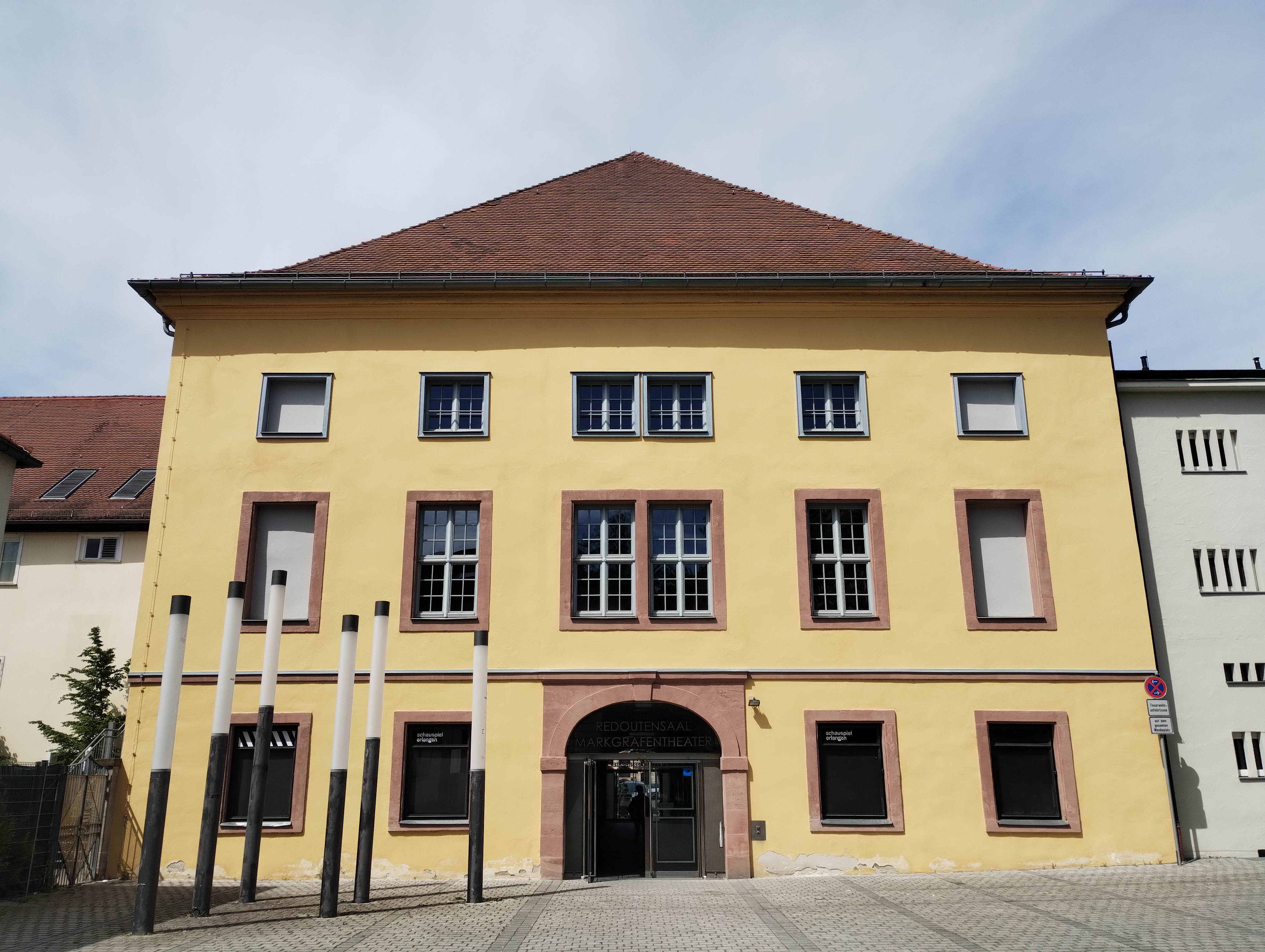
Redoutenhaus mit Redoutensaal im Jahr 2025.

1736, zur Regierungszeit des Markgrafen Friedrich und ein Jahrzehnt, nachdem der opernfreudige Markgraf Georg Wilhelm gestorben war, wollte man das Theater in ein Salzmagazin umwandeln. Auf Wunsch von Georg Wilhelms Witwe, der theaterbegeisterten Sophia, die das Erlanger Schloss nach seinem Tod 1726 acht Jahre lang als Witwensitz bewohnte, unterblieb dies aber. Auf Veranlassung des Bayreuther Markgrafenpaares Friedrich und Wilhelmine wurde dann in den Jahren 1743/44 der Innenraum durch den italienischen Theaterarchitekten Giovanni Paolo Gaspari unter teilweiser Verwendung der vorhandenen Bausubstanz neu gestaltet. Die Einweihung des „berühmten neuen THEATRO“ wurde „in dem Carneval des 1744 Jahres“ mit der Oper Sirace gefeiert, im selben Jahr mit weiteren Opern die Verlobung der Prinzessin Elisabeth Friederike Sophie. Vermutlich noch im 18. Jahrhundert erfolgte eine Übermalung des Innenraums mit den Farben Grün, Purpur, Weiß und Gold.
Mit der 1810 erfolgten Übernahme des Fürstentums Bayreuth durch das Königreich Bayern kam das Theater in dessen Besitz. 1817 schenkte der spätere König Ludwig I. von Bayern das Theater mit dem benachbarten Redoutensaal der Erlanger Universität; das Theater wurde Königliches Universitätsspielhaus. 1838 erfolgte der Verkauf des Theaters an die Stadt Erlangen. Nach Renovierungsarbeiten wurde es am 4. Dezember 1838 als Erlanger Stadttheater wiedereröffnet. 1891/92 kam es bei der Sanierung des Innenraums zu zahlreichen kleineren Veränderungen und zur Neugestaltung der Decke, die von Gottfried Pfannenmüller mit großen Figuren der vier Musen bemalt wurde. 1903 wurde das von 1876 bis 1933 vom Gemeinnützigen Theater- und Konzertverein Erlangen geführte Haus elektrifiziert. 1907 erhielt das Gebäude eine zum Theaterplatz vorgeblendete Jugendstilfassade. Seit 1945 lautet der offizielle Name des Gebäudes Markgrafentheater.
1956 wurde das Theater wegen Baufälligkeit geschlossen.
1957 kam es zur Diskussion, ob das inzwischen einsturzgefährdete Theater abgerissen oder erhalten werden sollte. Der Stadtrat stimmte mit der sogenannten „Großen Lösung“ für den Erhalt, so dass es in den Folgejahren zu einer umfangreichen Generalsanierung sowie einer Umwandlung von einem Logen- in ein Rangtheater kam. Während die Raumschale des Zuschauerraums in ihrer Substanz belassen wurde, arbeitete man die ursprünglich hölzernen Stützen auf das kleinste vorhandene Maß ab. Um wieder die ursprüngliche Situation zu vermitteln, erfolgte die Farbgebung nach Befund. Mit einer Neugestaltung der Holzdecke des Zuschauerraums versuchte man die barocke Felderaufteilung zu rekonstruieren. Der überwiegende Rest des Gebäudes wurde durch einen Stahlbetonbau ersetzt. Logen, Gänge, Garderobe und Foyer wurden im Stil der 1950er Jahre erneuert. Im Dezember 1959 wurde das Markgrafentheater mit Die Hochzeit des Figaro wieder eröffnet.
Ab 1973 kam es zum Aufbau eines eigenen städtischen Theaterensembles. Das Haus wird seitdem im sogenannten „Drei-Säulen-Modell“ mit Eigenproduktionen, Gastspielen und Konzerten betrieben.
1998 bis 2000 erfolgte erneut eine umfangreiche Renovierung, wobei unter anderem die Bestuhlung von 616 auf 570 Plätze reduziert und der Dachstuhl gesichert wurde.
2011 wurde eine umfangreiche Brandschutzsanierung durchgeführt. 2019 wurde eine neue Tonanlage mit über 80 Lautsprechern und Dolby Surround Anlage eingebaut, 2021 folgte eine neue Lichtanlage (LED). Seit 2023 verfügt das Theater über ein Tracking-System, das deutschlandweit einmalig gleichermaßen für das Tracking von Ton und Licht eingesetzt wird. 
Das schauspiel erlangen wird seit 2024 von Intendant Jonas Knecht geleitet.